# 白氏泰波魚
白氏泰波魚（學名：Boraras brigittae），為輻鰭魚綱鯉形目鿕科泰波魚屬下的一個種，泰波魚屬係於1993年由M.Kottelat與C. Vidthayanon所發表，分布於亞洲婆羅洲南部淡水流域，本魚體延長且側扁，頭短小且尖突，口裂向上傾斜，下頷前端稍外突出，無觸鬚，身體無側線，體紅色，體中央有一條黑色縱帶，尾鰭透明，上下葉有紅色尖端，這些紅點在背鰭和臀鰭的尖端也可見，鰭片的紅色尖端和身體之間的前鰭半徑上有一條黑色斑紋，慈魚腹部比雄魚突出且顏色較淺，體長可達3.5公分，棲息在雨林中沙泥底質且腐葉覆蓋，水體成單寧色的酸性水質溪流及沼澤，成群活動，屬肉食性，以昆蟲、蠕蟲等為食，生活習性不明，可做為觀賞魚，喜歡與其自然棲息地相似的水族箱環境，如果照顧得當，它們的壽命可達8年，可以餵食顆粒、冷凍食品、薄片、幼豐年蝦和蠕蟲。